# حرفا
حرفا قرية تابعة لمنطقة قطنا في محافظة ريف دمشق. تقع إلى الشرق من جبل الشيخ.